# Werentzhouse
Werentzhouse település Franciaországban, Haut-Rhin megyében. Lakosainak száma 629 fő (2022. január 1.). Werentzhouse Muespach, Bouxwiller, Fislis és Durmenach községekkel határos.

## Népesség
A település népessége az elmúlt években az alábbi módon változott:
| Lakosok száma | 572  | 560  | 562  | 544  | 566  | 587  | 609  | 625  | 629  |
|               | 2013 | 2015 | 2016 | 2017 | 2018 | 2019 | 2020 | 2021 | 2022 |